# 政府調達に関する協定
政府調達に関する協定（せいふちょうたつにかんするきょうてい、英: Agreement on Government Procurement、GPA）は、1994年4月15日に作成され、1996年1月1日に発効した政府調達に関する国際条約である。政府調達協定と略される。日本法においては、国会承認を経た「条約」であり、日本国政府による法令番号は、平成7年条約第23号である。

## 概要
世界貿易機関を設立するマラケシュ協定の附属書4に含まれる2つの協定のうちのひとつである。同附属書に含まれる条約は複数国間貿易協定と呼ばれ、他の附属書に含まれる条約とは異なり一括受諾の対象とはされていない。このため、WTO加盟国すべてではなく、加盟国のうちでこれらの条約を別個に締結した国のみが拘束される。
条約の内容は、政府調達に国外企業が参入しやすくなるように、一定の基準額以上の物品やサービスの調達に際して、所定の手続を採ることを定めたものである。
政府調達に関しては、従来、東京ラウンド交渉により1979年4月に作成され1987年2月に改正された政府調達に関する協定が存在して、内国民待遇の原則や無差別待遇の原則を定めていたが、本条約は、その適用範囲をサービス分野や地方政府機関に拡大するとともに、苦情申立てや紛争解決に関する手続を整備したものである。
この協定は更に2012年3月30日に採択された、政府調達に関する協定を改正する議定書により改正されている（改正議定書の発効状況は、下記の政府調達に関する協定受諾国一覧を参照）。この改正は、
1. 開発途上国の加入の促進（「特別な配慮」の強化）
2. 市場アクセスの拡大（各締約国の対象調達機関拡大等）
3. 電子的手段の活用による調達手続の簡素化
4. 協定適用範囲の修正通報及び異議申立てに関する手続を明確化

を主な柱とする者で、これにより約800億ドルの新たな政府調達市場開放（WTO試算）、経済の効率化及び質の向上がされるとされている。
技術仕様は「適当な場合には、デザイン又は記述的に示された特性よりも性能に着目して、また、国際規格が存在するときは当該国際規格、国際規格が存在しないときは国内強制規、認められた国内任意規格又は建築規準に基づいて定める」とあり、国際規格に着目している点はTBT協定と同様である。
世界貿易機関によれば、一般的に1国の政府および地方自治体など、この協定が対象とする公的機関が調達する物品やサービスの価額は、その国のGDPの10-15%に相当するとされる。

## 協定の加盟国及び改正議定書の受諾国
| 加盟国                     | 政府調達に関する協定（1994年作成） | 政府調達に関する協定を改正する議定書 |
| -------------------------- | ---------------------------------- | ------------------------------------ |
| アルメニア                 | 2011年9月15日                      | 2015年6月6日                         |
| オーストラリア             | 2019年5月5日                       | 2019年5月5日                         |
| カナダ                     | 1996年1月1日                       | 2014年4月6日                         |
| 欧州連合                   | 下記参照                           | 2014年4月6日                         |
| 香港                       | 1997年6月19日                      | 2014年4月6日                         |
| アイスランド               | 2001年4月28日                      | 2014年4月6日                         |
| イスラエル                 | 1996年1月1日                       | 2014年4月6日                         |
| 日本                       | 1996年1月1日                       | 2014年4月16日                        |
| 大韓民国                   | 1997年1月1日                       | 2016年1月14日                        |
| リヒテンシュタイン         | 1997年9月18日                      | 2014年4月6日                         |
| モンテネグロ               | 2015年7月15日                      | 2015年7月15日                        |
| オランダ（アルバに関して） | 1996年10月25日                     | 2014年7月4日                         |
| ニュージーランド           | 2015年8月12日                      | 2015年8月12日                        |
| 北マケドニア               | 2023年10月30日                     | 2023年10月30日                       |
| ノルウェー                 | 1996年1月1日                       | 2014年4月6日                         |
| シンガポール               | 1997年10月20日                     | 2014年4月6日                         |
| スイス                     | 1996年1月1日                       | 2021年1月1日                         |
| 台湾                       | 2009年7月15日                      | 2014年4月6日                         |
| ウクライナ                 | 2016年5月16日                      | 2016年5月16日                        |
| イギリス                   | 2021年1月1日                       | 2021年1月1日                         |
| 米国                       | 1996年1月1日                       | 2014年4月6日                         |

注
1. 出典　WTO HP[11][12]
2. 日付は、協定又は改正議定書が当該加盟国について発効した日
3. スイスは、2020年12月31日まで、改正議定書を受諾していないため、スイスと他の加盟国との間では、改正前の協定が適用されていたが、2021年1月1日に改正議定書を受諾が発効した[12]。
4. オランダは、本国は欧州連合が加盟国となって適用されるが、欧州連合の領域に属しない「アルバ」について独自に加盟国になっている。
5. イギリスは、欧州連合から離脱したが移行期間中はすべての欧州連合の国際約束に拘束されるため、政府協定が適用される。移行期間終了後に独自の加盟国となるための加盟交渉が終了し、2021年1月1日に独自の加盟国になった[12]。
6. 欧州連合はその加盟国の拡大の関係で、政府調達に関する協定（1994年作成）が各加盟国について発効した日が下記のようになっている。

| 加盟国 | 政府調達に関する協定（1994年作成） |
| --- | ---------------------------------- |
| オーストリア ベルギー デンマーク、フィンランド フランス ドイツ ギリシャ アイルランド イタリア、ルクセンブルク、オランダ、ポルトガル スペイン スウェーデン、イギリス | 1996年1月1日                       |
| キプロス、チェコ、エストニア、ハンガリー、ラトビア、リトアニア、マルタ、ポーランド、スロバキア、スロベニア                                                          | 2004年5月1日                       |
| ブルガリア、ルーマニア | 2007年1月1日                       |
| クロアチア | 2013年7月1日                       |